# Vladimir Kaplitjnij
Vladimir Kaplitjnij, född den 26 maj 1944 i Kamjanets-Podilskyj, Ukrainska SSR, Sovjetunionen, död 19 april 2004 i Kiev, Ukraina, var en sovjetisk fotbollsspelare som medverkade i det sovjetiska landslaget som tog OS-brons i fotbollsturneringen vid de olympiska sommarspelen 1972 i München.